# Distrito electoral de America
America Precinct es una subdivisión territorial del condado de Pulaski, Illinois, Estados Unidos. Según el censo de 2020, tiene una población de 149 habitantes.
Según la Oficina del Censo, hay 1710 subdivisiones de condado (county subdivisions) en el estado de Illinois, conocidas como minor civil divisions (MCD). Del los 102 condados, 85 tienen townships en funcionamiento (aunque no necesariamente activos) y 17 tienen distritos electorales que no están en funcionamiento (non-functioning precincts). Estos distritos electorales son subdivisiones idénticas a los townships que no están en funcionamiento, ya que comparten el mismo código de clase (Z1).

## Geografía
La subdivisión está ubicada en las coordenadas 37°8′18″N 89°7′57″O / 37.13833, -89.13250. Según la Oficina del Censo, tiene una superficie total de 30.33 km², de los cuales 29.10 km² corresponden a tierra firme y 1.23 km² están cubiertos de agua.

## Demografía
Según el censo de 2020, hay 149 personas residiendo en la zona. La densidad de población es de 5.12 hab./km². El 77.18% de los habitantes son blancos, el 15.44% son afroamericanos y el 7.38% son de una mezcla de razas. Del total de la población, el 2.01% son hispanos o latinos de cualquier raza.